# 奧特里特冰川
奧特里特冰川（英語：Otlet Glacier），是南極洲的冰川，位於葛拉漢地的葛拉漢海岸，全長17公里，流經方丹高地南部，由英國探險隊繪入地圖，由英國南極名稱諮詢委員會命名，現時由南極條約體系管理。